# Ана Луїза Амарал
Ана Луїза Амарал (порт. Ana Luísa Amaral; 5 квітня 1956, Лісабон — 5 серпня 2022) — португальська поетеса, перекладачка і педагог, авторка книг для дітей.

## Біографія
З 9 років проживала в Леса-да-Палмейрі. Закінчила Університет Порту (1995), захистила дисертацію на тему поезії Емілі Дікінсон. Стажувалася в Браунському університеті (1991–1993). Працює в Університеті Порту викладачем англійської літератури, поетики, досліджує феміністський рух і квір-теорію. Є укладачем Словника феміністської критики (2005, у співавторстві). Перекладала вірші Емілі Дікінсон, Джона Апдайка.

## Книги поезій
- Minha Senhora de Quê (1990; 2nd. Ed. 1999, назва — посилання до збірки віршів Марії Терези Орта Minha Senhora de Mim, 1967)
- Coisas de Partir (1993; 2nd. Ed. 2001)
- Epopeias (1994)
- E Muitos os Caminhos (1995)
- Às Vezes o Paraíso (1998; 2nd. Ed. 2000)
- Imagens (2000)
- Imagias (2002)
- A Arte de Ser Tigre (2003)
- A Génese do Amor (2005)
- Poesia Reunida (1990—2005) (2005)
- Entre Dois Rios e Outras Noites (2007)
- Se Fosse um Intervalo (2009)
- Inversos: Poesia 1990—2010 (2010)
- Vozes (2011)
- Por Que Outra Noite Trocaram o Meu Escuro (2014)

## Визнання
Лауреатка Великої премії Португальської асоціації письменників (2008) та інших нагород.